# Amadeus II van Genève
Amadeus II van Genève (overleden te Le Bachet op 22 mei 1308) was van 1280 tot aan zijn dood graaf van Genève.

## Levensloop
Amadeus II was de vierde zoon van graaf Rudolf van Genève en diens echtgenote Maria van Coligny, dochter van Albert III de la Tour du Pin en vrouwe Beatrix van Coligny. Na het overlijden van zijn oudere broer Aymon II werd hij in 1280 graaf van Genève.
In juni 1282 sloot hij in Versoix een akkoord met Beatrix van Savoye, vrouwe van Faucigny en weduwe van dauphin Guigo VII van Viennois, waarbij overeengekomen werd dat alle landerijen die zijn vader en grootvader Willem II hadden moeten afstaan aan Beatrix' vader Peter II van Savoye, teruggeven werden aan het graafschap Genève. Oorspronkelijk was het de bedoeling dat Peter en zijn afstammelingen deze landerijen zouden behouden totdat het graafschap Genève 20.000 mark herstelbetalingen had betaald, wat later afgezwakt werd tot 10.000 mark. Beatrix was als enige dochter van Peter II diens erfgename. In ruil voor deze landerijen schonk Amadeus de suzereiniteit over enkele heerlijkheden aan Beatrix en dat een deel van de teruggeven landerijen leengoed werd van Beatrix en haar erfgenamen. Het verdrag hield ook in dat Beatrix en Amadeus een alliantie zouden sluiten als een deel van deze landerijen aangevallen zou worden. Ook beloofde de bisschop van Genève in dit geval in te grijpen op voorwaarde dat beide partijen de rechten van zijn bisdom niet schonden.
Als gevolg van het akkoord tussen Amadeus en Beatrix brak er onmiddellijk oorlog uit met het graafschap Savoye. Op 1 november 1282 vielen Savoyaardse troepen Avalon in de Dauphiné aan, evenals Bellecombe in de Genevois. Het kasteel van La Buissière in de Dauphiné werd veroverd door baron Lodewijk I van Vaud, die toen Grésivaudan binnengevallen was, terwijl diens broer Amadeus, die door Bresse marcheerde, Moirans aanviel. Deze aanvallen zorgden ervoor dat de bisschop van Genève zich terugtrok uit het akkoord van Amadeus en Beatrix en vrede sloot met graaf Filips I van Savoye. In februari 1283 vielen troepen uit Genevois en Faucigny het Savoyaardse burggraafschap Châtelard-en-Bauges aan en werd het dorp platgebrand. In de Geneefse citadel van Bourg-du-Four wekten agenten van graaf Filips I van Savoye in Genève onrust op tegen de bisschop en Amadeus II. 
Uiteindelijk intervenieerde Rooms-Duits koning Rudolf van Habsburg in de lente van 1283 tegen Savoye. Eerst viel Rudolf Morat aan en, nadat dit mislukte, Payerne, waar zijn aanval werd afgeslagen toen Lodewijk van Vaud de stad kwam verdedigen. Hij beval daarna de burgers van Fribourg om zich aan de keizerlijke zijde te voegen en schreef aan Amadeus II een brief waarin hem opdroeg Savoye binnen te vallen om op die manier een tweede front te openen. Amadeus weigerde dit echter. Uiteindelijk won het graafschap Savoye de oorlog en verloor Amadeus de gebieden opnieuw die hij in het akkoord met Beatrix van Faucigny kreeg toegewezen.
Amadeus II stierf in mei 1308. Hij werd bijgezet in Montagny. 

## Huwelijk en nakomelingen
In mei 1285 huwde Amadeus II met Agnes (overleden in 1350), dochter van graaf Jan I van Chalon. Ze kregen volgende kinderen:
- Willem III (overleden in 1320), graaf van Genève
- Amadeus (overleden in 1330), bisschop van Toul
- Hugo (overleden in 1365), baron van Gex
- Johanna (overleden tussen 1303 en 1309), huwde in 1300 met Guichard VI van Albon, heer van Beaujeu